# Neoneura luzmarina
Neoneura luzmarina är en trollsländeart som beskrevs av De Marmels 1989. Neoneura luzmarina ingår i släktet Neoneura och familjen Protoneuridae. Inga underarter finns listade i Catalogue of Life.